# Лекіма (тайфун)
Тайфун Лекіма (також відомий як тайфун Ханна) — тропічний циклон, що вирував над північно-західнії частині Тихого океану у серпні 2019 року. Вплинув на Філіппіни, КНР, Тайвань, Малайзія, острови Рюкю. Дев'ятий тропічний циклон у сезоні тихоокеанічних тайфунів 2019 року, який отримав власну назву. Утворився 2 серпня 2019 року як тропічна депресія над Філіппінським морем. Повільно рухався на північний захід. Унаслідок сприятливих екологічних умов перетворився на супертайфун 4-ї категорії з мінімальним атмосферним тиском 920 мілібарів (690 мм рт. ст.) і постійною швидкістю вітру до 195 км/год (за 10-хвилин). Двічі виходив на сушу: 9 серпня біля Чжецзян та 11 серпня біля Шаньдун. Розсіявся 14 серпня.[⇨]
Лекіма посилила південно-західний мусон на Філіппінах, що призвело до сильних дощів. Це спричинило затоплення трьох човнів і загибель в аварії 31 особи. Найбільшу шкоду тайфун завдав КНР, де загинуло 56 осіб, а збитки становлять понад CN¥53 млрд (₴190 млрд). Другий тайфун, після Фітов, який завдав великих збитків Китаю.[⇨]

## Метеорологічна історія
2 серпня Японське метеорологічне агентство (JMA) почало стежити за тропічною депресією, що утворилась над Філіппінським морем. Система повільно розвивалася, рухаючись на північ. 4 серпня до спостереження за системою приєднався Об'єднаний центр попередження про тайфуни (JTWC) й надав їй ідентифікатор 10 Вт. Того ж дня, о 06:00 UTC, JMA оголосила, що депресія розвинулась до тропічного шторму, й назвала його Лекіма. Пізніше класифікацію підвищило й JTWC. Хоча Лекіма мала помірний градієнт вітру, але внаслідок високої температури поверхні води 31 °C (88 °F) й хороший канал відтоку дозволили Лекімі повільно посилюватися, а без керуючого потоку шторм став майже нерухомим.
6 серпня Лекіма потрапила до кінських широт на північному сході і прискорилася на північний захід. JMA оголосив про посилення системи до жорсткого тропічного шторму, а пізніше, разом із JTWC, — до тайфуну, унаслідок сформованої центральної хмарної щільності. Продовжуючи рухатися на північний захід, Лекіма потрапила в зону слабкого зсуву вітру й 7 серпня почався процес швидкої інтенсифікації. Його око стало помітним на супутникових знімках. 8 серпня JTWC повідомило, що система переросла в супертайфун, і заявило, що система набула деяких характеристик кільцевих тропічних циклонів. Пізніше того ж дня JMA зазначили, що Лекіма досягла максимально швидкості постійних вітрів до 54 м/с і найнижчого тиску в 925 мбар. У той же час Лекіма пройшов поміж островами Міяко і Тарама. У кінці дня JTWC понизив систему до тайфуна.
Екологічні умови в Східнокитайському морі стали менш сприятливими й Лекіма повільно слабшала під час наближення до Східного Китаю. 10 серпня о 1:45 CST 10 серпня (9 серпня о 17:45 UTC) тайфун підійшов до берегів Вейлін, провінція Чжецзян із 2-хвилинними постійними вітрами до 52 м/с. Лекіма швидко ослабла й повернула на північ, із заходу субтропічного хребта. 10 серпня циклон ослаб до тропічного. Уранці 11 серпня вийшов у Жовте море і о 20:50 CST (12:50 UTC) удруге вийшов на сушу біля Хуандао, Ціндао, провінція Шаньдун, з 2-хвилинним постійним вітром до 23 м/с. Упродовж дня JTWC видав остаточне попередження про систему. 12 серпня, коли Лекіма блукала між півостровом Шаньдун і Бохайським море, JMA знизила її рівень до тропічної депресії.

## Вплив і наслідки

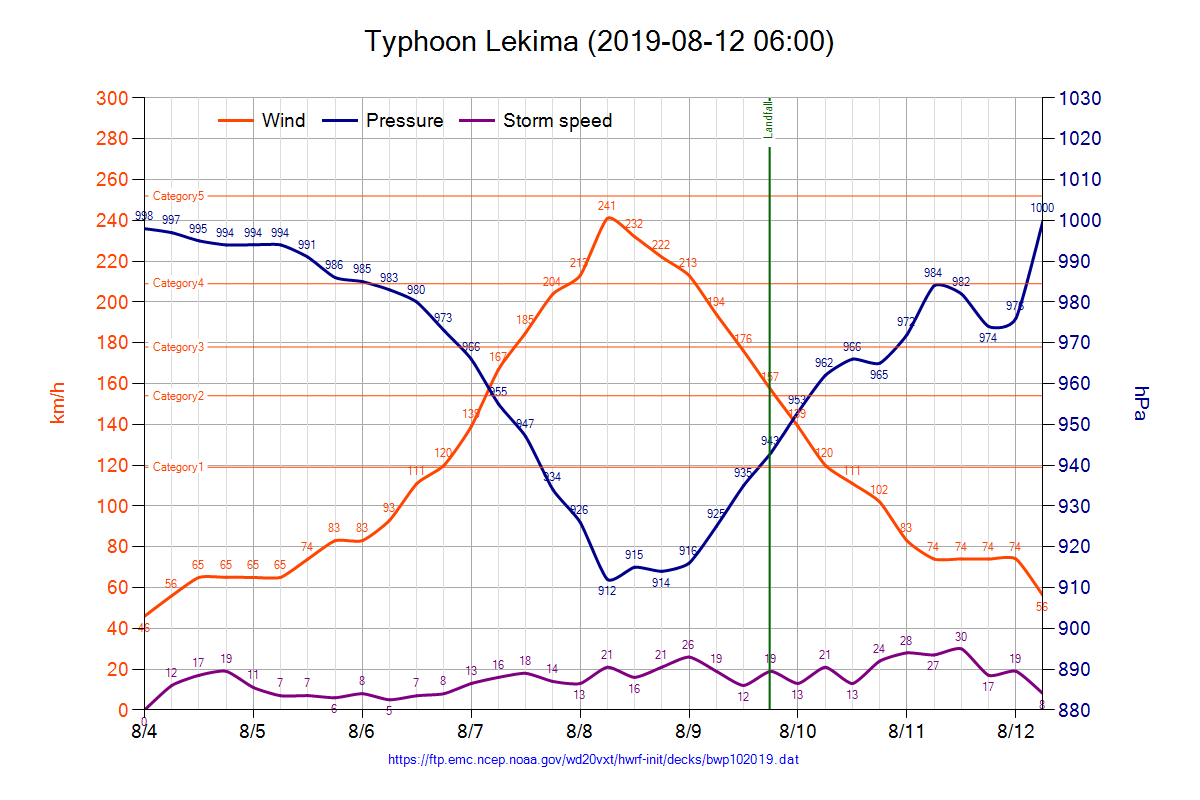

| №        | Тайфун   | Сезон | Збитки (млрд, US$) |
| -------- | -------- | ----- | ------------------ |
| 1        | Мірей    | 1991  | 18,4               |
| 2        | Сонда    | 2004  | 12,3               |
| 3        | Фітов    | 2013  | 11,2               |
| 4        | Саомей   | 2000  | 9,17               |
| 5        | Прапірун | 2000  | 8,93               |
| 6        | Барт     | 1999  | 8,65               |
| 7        | Раммасун | 2014  | 8,5                |
| 8        | Герб     | 1996  | 7,99               |
| 9        | Фло      | 1990  | 7,67               |
| 10       | Лекіма   | 2019  | 7,6                |
| Джерело: |          |       |                    |

### Філіппіни
Коли Лекіма рушила на північний захід і підійшла до північної частини Філіппін, 6 серпня Філіппінське управління атмосферних, геофізичних і астрономічних служб (PAGASA) опублікував перше штормове попередження (PSWS#1) для провінції Батанес і архіпелагу Бабуян. 11 серпня циклон залишив філіппінські зону (PAR), тому попередження були відкликані.
Лекіма, відома там як Ганна, безпосередньо не вплинула на Філіппіни. Циклон лише посилив південно-західний мусон, який спричинив сильні дощі в країні. Крім того, у протоці Ґімарас затонуло три човни, 31 людина загинула, а троє зникли безвісти. Сильні дощі також спричинили затоплення в метро Маніла. Заняття в навчальних закладах були зупинені до 5 серпня. Уранці 7 серпня біля узбережжя острова Мактан перекинувся моторний катер. Унаслідок штормових хвиль від Лакіми було евакуйовано приблизно 1300 осіб у місті Давао. У звіті RDRRMC було зазначено щодо 96 повністю зруйнованих будинків і ще 140 частково. Збитки для сільського господарства в Центральному Лусоні становлять ₱36,7 млн (₴17,8 млн).

### Острови Рюкю
Коли циклон наближався до південно-західних островів, Ісіґакі та Міяко, архіпелагу Рюкю, то JMA видав для них штормове попередження й попрохав остеріхалися високих штормових хвиль, сильних дощів і поривів вітру. Швидкість вітру на острові Міяко становила 168 км/год, на Іріомоте — 125 км/год, біля аеропорту Сімодзі — 156 км/год. Шість осіб постраждали, понад тисяча сімей залишилися без світла. Упродовж 7—9 серпня було скасовано сотні рейсів і пасажирських перевезень, особливо на островах Ісіґакі та Міяко. Збитки для сільського господарства на усьому архіпелазі становлять JP¥347 млн (₴83 млн).

### Тайвань
7 серпня Центральне бюро погоди (CWB) оголосило штормове попередження, а пізніше, коли Лекіма наблизився до північної частини, оголосив наземне попередження. 10 серпня були зняті всі попередження. До 8 серпня навчальні й підприємницькі заклади були закриті у восьми муніципалітетах та округах північної частини Тайваню та на островах Мацу. Сотні рейсів і пасажирських перевезень були скасовані чи відкладені.
Загалом померло 2 особи, 15 було поранено, понад 80 000 сімей залишилися без світла. З 8 по 9 серпня в провінції Уфен зареєстровано 385 мм (15,2 дюйм) опадів, у Тайчжун — 355,5 мм (14,00 дюйм). 9 серпня тайфун Лекіма вплинув на сільськогосподарські угіддя острова Цзіньмень, встановивши другий рекорд національної температури в 39,9 °C (103,8 °F). У провінції Цзіньмень зафіксовано температуру 36,8 °C (98,2 °F).

### КНР

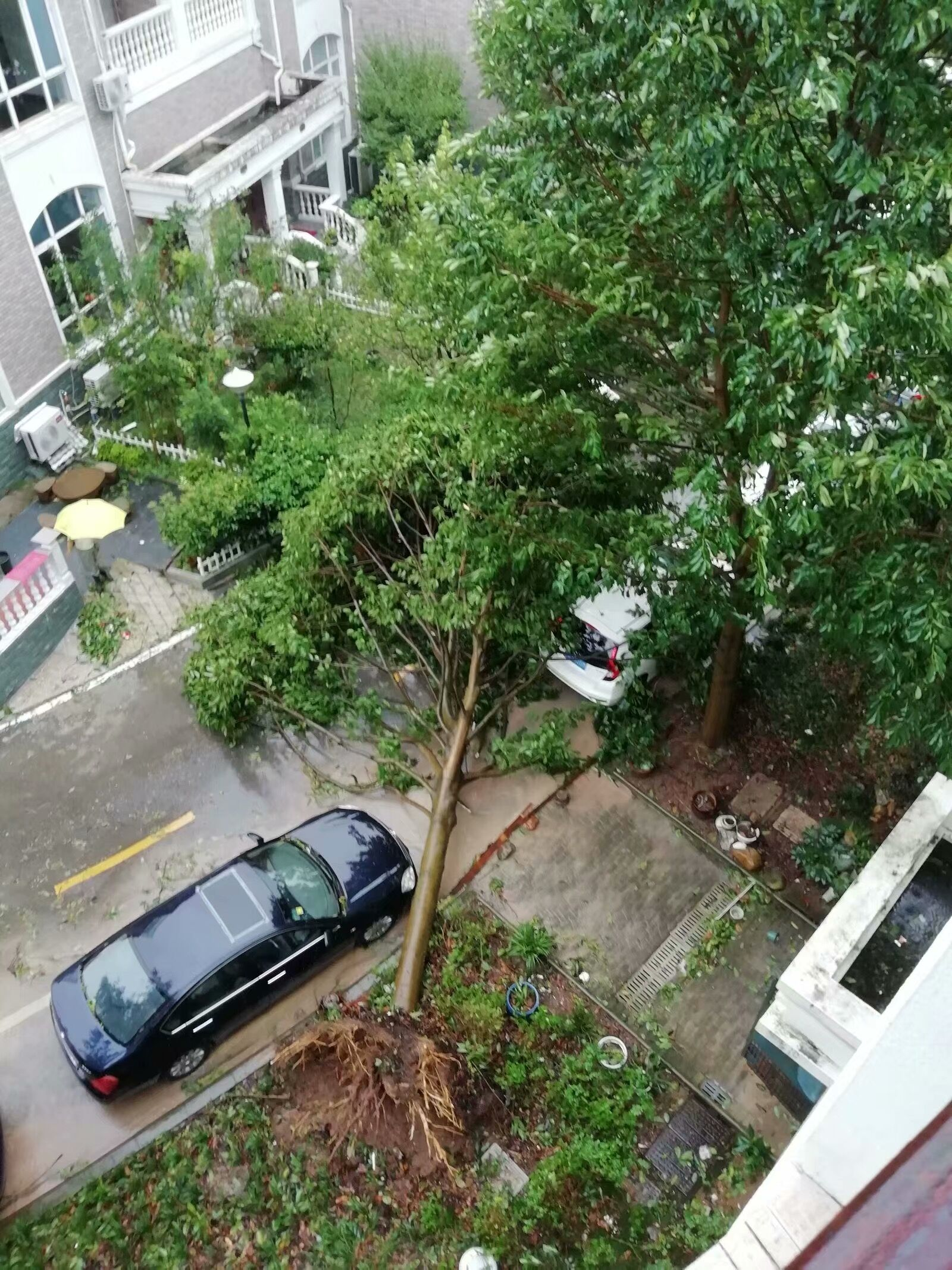
Тайфун Лекіма вирвав дерево в окрузі Сіанджу, Чжецзян.

Згідно з даними Китайської метеорологічної адміністрації, Лекіма, як супертайфун, завдала серйозну шкоду численним провінціям Східного Китаю. Загалом від циклону загинуло 56 осіб і 14 звикли безвісти. Загальні збитки досягли CN¥53,72 млрд (₴190 млрд), а Лакіма став другим після Фітов, тайфуном, що завдав великих збитків КНР. Найбільше постраждала провінція Чжецзян, де загинуло 39 осіб, а економічні збитки досягли CN¥24,22 млрд. Переважно люди загинули внаслідок зсувів в окрузі Йонцзя, що також перекрили річку. Рівень води за десять хвилин піднявся на 10 м (33 фут), і жителі не змогли вчасно евакуюватися. У Веньліні зафіксовані пікові пориви вітру до 221 км/год (137 миля/год). Добова кількість опадів у районі Бейлун становила 291 мм (11,5 дюйм).
Лекіма також завдала значної шкоди в Шаньдуні, де 5 людей загинули, а загальні збитки становлять CN¥1,475   млрд. Оскільки циклон днями вирував над провінцією, то він призвів до сильних дощів. Добова кількість опадів у Ліньцюй досягла 386,7 мм (15,22 дюйм).

### Малайзія
9 серпня хвіст Лекіми, що простягнувся на південь до Малайзії, уплинув на південні штати півострова Малакка. Травмовано було 10 осіб у штатах Кедах, Пінанг і Перліс. Шторм також пошкодив 329 шкіл, за повідомленням Міністерства освіти Малайзії. У деяких районах була зафіксована швидкість вітру до 100 км/год.